# Iliyana Nikolova
Iliyana Nikolova –en búlgaro, Илияна Николова– es una deportista búlgara que compitió en piragüismo en la modalidad de aguas tranquilas. Ganó una medalla de plata en el Campeonato Mundial de Piragüismo de 1978, en la prueba de K4 500 m.

## Palmarés internacional
| Campeonato Mundial | Campeonato Mundial    | Campeonato Mundial | Campeonato Mundial |
| Año                | Lugar                 | Medalla            | Evento             |
| ------------------ | --------------------- | ------------------ | ------------------ |
| 1978               | Belgrado (Yugoslavia) | Medalla de plata   | K4 500 m           |